# Planktologia
Planktologia (od gr. πλαγκτoν = plankton = wędrownik, i logos = wiedza)- nauka (dział hydrobiologii) zajmująca się badaniem planktonu, tzn. różnorodnych drobnych organizmów zamieszkujących środowiska wodne. Planktologia bada m.in. produkcję pierwotną i przepływ energii oraz zachowania planktonu, wykorzystując m.in. obrazy wygenerowane w technice in situ.
Ze względu na rodzaj badanych organizmów planktonicznych planktologia może być częścią zoologii, botaniki lub mikrobiologii. Badania ogólnoplanktologiczne najczęściej dotyczą ekologii, gdyż badania z dziedziny fizjologii czy taksonomii zwykle są przedmiotem nauk o węższym zakresie (np. algologii, malakologii itp.)
Niektóre przedsięwzięcia planktologii dostępne są do publicznej obserwacji w Internecie, np. Long-term Ecosystem Observatory.

## Niektórzy planktolodzy
- Timothy Sellers
- Victor Hensen
- Karl Banse
- Johannes Krey
- Jürgen Lenz
- Gotthilf Hempel
- Paul Falkowski
- Sayed El Sayed